# 周浚
周浚（3世紀—289年），字開林，汝南安城人。西晉將領，官至安東將軍、都督揚州諸軍事。曾參與晉滅吳之戰。

## 生平
周浚最初並不應州郡的辟召，後來入魏廷為尚書郎，多次稱遷後在西晉當上御史中丞。後轉折衝將軍、揚州刺史，封射陽侯。咸寧五年（279年），晉興兵滅吳，周浚領兵在安東將軍、都督揚州諸軍事王渾節度下兵出橫江，東吳方面有丞相張悌率領三萬兵渡江迎擊，周浚於是與張悌結陣對峙。吳將沈瑩率丹楊銳卒三次衝擊都未能擊破晉軍軍陣，周浚於是抓著吳軍衝陣失敗後出現的破綻，一擊擊敗吳軍，張悌及沈瑩都戰死。
張悌戰敗令東吳精銳盡失，而當時王濬自蜀地順江而下的部隊亦攻下了武昌，正直奔建鄴。揚州別駕何惲進言建議周浚趁勢渡江先取建鄴，周浚亦同意，命人向王渾報告，但王渾果如何惲預料拒絕。隨後王濬順江直入建康，接受吳末帝孫晧投降，王渾為此與王濬爭功。何惲亦致書周浚陳述當日王渾的確是按兵不動才令得王濬得以先入建康，現在強要爭功只會現出爭功的鄙陋。周浚於是嘗試諫止王渾，但王渾不受，於是與王濬為滅吳大功而上表互相指責，其中王渾也傳遞了周浚所寫有關王濬奪取東吳宮中珍寶的信件作對王濬的攻擊。
王濬入城受降後，王渾也率周浚等渡江入城，對當地加以安撫。次年，揚州州治移至建秣陵縣，周浚亦隨而轉鎮，並出兵消滅當時很常見的逃亡者。周浚亦禮待東吳遺老，尋覓俊傑之士，在當地甚有威嚴及恩德。浚亦因滅吳之功封武城侯，食邑六千戶，並獲賜六千匹絹布。
周浚後入為侍中，晉武帝曾經問他：「卿宗後生，稱誰為可？」周浚答：「臣叔父子恢，稱重臣宗；從父子馥，稱清臣宗。」於是周恢及周馥都得任用。後周浚轉少府，兼領將作大匠以修繕宗廟。事後獲加封五百戶食邑。後又接替王渾、褚䂮任使持節都督揚州諸軍事、安東將軍。在太康十年（289年）去世。

## 性格特徵
- 周浚為人果敢剛毅，亦以文思見稱，亦擅長鑒識人物。例如他曾結交微賤的同鄉史曜，更將妹妹嫁級給他。當時人們都不識史曜，士族中就只有周浚去結交他，但最終史曜還是名顯當時。

### 逸事
- 吳亡以前，弋陽縣實行南北互市，但隨近守備的將領都常襲擊市場以建功勳。東吳將領蔡敏當時守在沔中，居住在秣陵的兄長蔡珪就寫信給他，要他不要像別的將領那樣侵襲市場。不過，這封信遭晉軍截取了，並送到周浚那裏。周浚讀畢信後說：「君子也。」吳亡後，周浚移駐秣陵，就派人尋找蔡珪。找到後周汝問他籍贯何处，蔡珪答：「汝南人也。」周浚於是开玩笑说：“我原本坚定的怀疑吴国没有君子，您果然是我的同乡。”

## 家庭

### 父輩
- 父周斐，曹魏永寧少府卿[5]
- 叔父周隆，州從事[5][6]

### 妻妾
- 李絡秀，生周顗兄弟三人。

### 同輩
- 從父子周馥
- 叔父子周恢[5]

### 子輩
- 周顗，嗣爵，官至尚書左僕射領吏部，為王敦所殺。
- 周嵩，東晉御史中丞，為王敦所殺
- 周謨，字叔治。歷任少府、丹楊尹、侍中、中護軍。封西平侯。諡貞。

## 延伸阅读
[在维基数据编辑]
 《晉書/卷061》，出自房玄齡《晉書》